# سلیا کاسترو
سلیا کاسترو (زادهٔ ۱۸۶۰) اولین زنی بود که در شیلی نقاشی حرفه‌ای خواند. استادان او به او توجه بسیاری در داخل کشور داشتند که برای یک زن در آن زمان غیرمنتظره بود. نقاش معروف پدرو لیرا یکی از استادان برجسته او بود. مردم شیلی او را به عنوان یکی از زنان پیشگام به یاد می‌آورند که با به چالش کشیدن هنجارهای اجتماعی، خود را وقف توسعه استعداد هنری خود فراتر از محیط خانه کرد و از هم دوره‌های مردش پیشی گرفت. سلیا اولین زنی بود که از کشور شیلی برای تحصیلات بیشتر در اروپا بورسیه تحصیلی دریافت کرد.

## زندگی‌نامه
زندگی حرفه‌ای سلیا کاسترو در محیط فرهنگی با ملاقات او با مانوئل آنتونیو کارو که یک نقاش بود، آغاز می‌شود. مانوئل با دیدن آثار سلیا به او توصیه کرد به سانتیاگو برود تا به‌طور حرفه‌ای در رشته هنرهای زیبا تحصیل کند. به دنبال توصیه مانوئل، سلیا ابتدا نزد پدرو اوهلسن و سپس درکنار پدرو لیرا، نقاشی را به صورت حرفه‌ای آموخت. سلیا کاسترو با شرکت در گالری آثار هنری در سال ۱۸۸۴ به شهرت بسیاری در عموم دست یافت. او اثر کلاسیکی به نام "Las Playeras" را در آن گالری ارائه کرده بود. او در این نقاشی دو دختر را نشان می‌دهد که در پس زمینه اقیانوس آرام به سمت بیننده قدم می‌زنند. این اثر در مسابقه ادوارد در سال ۱۸۸۹ جایزه گرفت و بعداً توسط کمیسیون موزه ملی هنرهای زیبا خریداری شد و سپس در سال ۱۹۳۴ به موزه "O'higginiano" واقع در شهر تالکا انتقال یافت.
تکنیک‌های او با جنبش ماقبل امپرسیونیسم شیلی همسو بودند. به لطف این نقاشی او شهرت پیدا کرد و توانست در همان سال برای نمایشگاهی با استادش پدرو لیرا مدتی به فرانسه سفر کند.
در طول اقامت او در شیلی، کار این نقاش با استفاده از رنگ روغن روی بوم برای خلق پرتره‌ها، مناظر و طبیعت بی‌جان، به ویژه در ژانر نقش برجسته بود. کارهای او از لحاظ احساسی غنی هستند و گویی او ترجیح می‌داد از رنگ‌های مایل به خاکستری و قیر مات استفاده کند.
بعدها در پاریس تکنیک او اصلاح و گسترش یافت. او در آنجا شروع به رنگ آمیزی خیابان‌ها و گوشه و کنار شهر کرد. پس از بازگشت به شیلی، نقاشی‌های جدید او به دولت وقت ارائه شدند تا استعداد او تشخیص داده شود و در سال ۱۹۰۴ به او بورسیه تحصیلی اعطا شد تا به اروپا بازگردد و بار دیگر استاد او پدرو لیرا او را همراهی کرد. به این ترتیب، سلیا کاسترو اولین زنی است که در تاریخ هنری شیلی بورسیه تحصیلی دریافت کرده بود و در خارج از کشور تحصیل می‌کرد.
در اروپا آثار او با استفاده از قلم‌مو روز به روز دقیق‌تر و منظم‌تر می‌شدند. اثر "La Poda" به شاهکار او تبدیل شد. در این اثر مرد و زنی را می‌بینید که شاخه‌های خشک درختان را در منظره‌ای روستایی حمل می‌کنند. این نقاشی ترکیبی از استفاده از تکنیک‌های آموخته شده در آکادمی شیلی بود که در ساختار ترکیبی تجلی یافته بودند. آموزه‌های استادش لیرا، در این اثر قابل تشخیص هستند. آموزه‌های لیرا در طراحی انسانی و همچنین، تکنیک مالیخولیایی ظریفی که او از مواجهه با فرهنگ پاریس به ارث برده بود قابل مشاهده است.
نقاشی‌های او در نهایت مورد تحسین منتقدان متخصص در پاریس قرار گرفت، آثار او در سالن‌های پاریس و شیلی به نمایش گذاشته شدند و در هر دو کشور، نقدهای خوبی را به همراه داشتند. او برای آخرین بار در سال ۱۹۲۷ به شیلی بازگشت و تا زمان مرگش در سال ۱۹۳۰ سه سال دیگر در آنجا زندگی کرد.